# Teen Wolf (tv-serie fra 2011)
Teen Wolf er en amerikansk tv-serie udviklet af Jeff Davis for tv-kanalen MTV. Serien er løst baseret på filmen af samme navn fra 1985 med Tyler Posey i hovedrollen som teenageren Scott McCall, der bliver bidt af en varulv og handler om, hvordan han må lære at leve med, hvordan det påvirker hans liv og livet for dem tættest på ham. Det gør han sammen med sin bedste ven Mieczyslaw "Stiles" Stilinski spillet af Dylan O'Brien.

## Handling
Serien foregår i den fiktive by Beacon Hills og handler om drengen Scott McCall (Tyler Posey), der med sin ven Stiles Stilinski (Dylan O'Brien), tager ud i skoven, aftenen før skolestart, for at finde halvdelen af et lig, fra en ukendt person, som er blevet myrdet. Der i mørket er der noget, der bider ham, og efter ændrer hans liv. Til at starte med havde han astma, han upopulær og ikke god til lacrosse, som er hovedsporten på deres skole (Beacon Hills High School), men da han kommer i skole næste dag, opdager han noget mærkeligt. Han kan se, høre og lugte ting, som han normalt ikke skulle kunne se, høre eller lugt, f.eks. der kommer en ny pige til skolen, og hun står udenfor hans klasselokale, døren og vinduerne er lukkede, men han kan høre hendes telefonsamtale med sin mor. Også da der er udtagelse til skolens førstehold i lacrosse, viser det sig at han lige pludselig er rigtig god! Hele dagen har han det også mærkeligt, og han kan også lugte følelser! Efter skole tager Scott og Stiles tilbage til skoven, fordi de skal finde Scotts indhaler, som han tabte natten før, men ude i skoven møder de Derek Hale (Tyler Hoechlin), hvis familie døde i en brand ca. otte år siden. Scott finder ud af at han er blevet en varulv, hvilket Derek også er, og mordene bliver ved, så Scott begynder at prøve på at stoppe morderen sammen med Derek, og også med lidt hjælp fra Stiles.

## Sæsoner
Teen Wolf består af seks sæsoner, hvoraf to af sæsonerne er delt i en A-del og en B-del med hver sin handling. Alle afsnit bliver sendt på MTV i USA.
- Første sæson havde premiere den 5. juni 2011 og bestod af 12 afsnit.

- Anden sæson havde premiere den 3. juni 2012 og bestod af 12 afsnit.

- Tredje sæson var delt i sæson 3a og 3b, hvor a-delen have premiere den 3. juni 2013 og b-delen den 6. januar 2014. Hele sæsonen bestod af 24 afsnit fordelt med 12 på hver del.

- Fjerde sæson havde premiere den 23. juni 2014 og bestod af 12 afsnit.

Femte sæson havde premiere den 29. juni 2015, og det var den eneste sæson på 20 afsnit med samlet handling på trods af en pause mellem afsnit 10 og 11 fra august 2015 til januar 2016.
Sjette sæson havde premiere på A-delen den 15. november 2016, hvoraf det sidste af 10 afsnit blev sendt den 31. januar 2017. Serien vendte tilbage i sommeren 2017 med anden del af sæson 6, der også foregik over 10 afsnit. Sidste afsnit blev sendt den 24. september 2017.

## Medvirkende
| Tyler Posey            | Scott McCall                   | Hovedrolle            | Hovedrolle            | Hovedrolle            | Hovedrolle            | Hovedrolle            | Hovedrolle            |                       |                       |                       |                       |                       |
| Dylan O'Brien          | Mieczysław "Stiles" Stilinski  | Hovedrolle            | Hovedrolle            | Hovedrolle            | Hovedrolle            | Hovedrolle            | Gæsterolle            |                       |                       |                       |                       |                       |
| Holland Roden          | Lydia Martin                   | Hovedrolle            | Hovedrolle            | Hovedrolle            | Hovedrolle            | Hovedrolle            | Hovedrolle            |                       |                       |                       |                       |                       |
| Shelley Hennig         | Malia Tate                     | N/A                   | N/A                   | Tilbagevendende rolle | Hovedrolle            | Hovedrolle            | Hovedrolle            |                       |                       |                       |                       |                       |
| Tyler Hoechlin         | Derek Hale                     | Hovedrolle            | Hovedrolle            | Hovedrolle            | Hovedrolle            | N/A                   | Gæsterolle            |                       |                       |                       |                       |                       |
| Dylan Sprayberry       | Liam Dunbar                    | N/A                   | N/A                   | N/A                   | Tilbagevendende rolle | Hovedrolle            | Hovedrolle            |                       |                       |                       |                       |                       |
| Ryan Kelley            | Jordan Parrish                 | N/A                   | N/A                   | Tilbagevendende rolle | Tilbagevendende rolle | Tilbagevendende rolle | Hovedrolle            |                       |                       |                       |                       |                       |
| Arden Cho              | Kira Yukimura                  | N/A                   | N/A                   | Tilbagevendende rolle | Hovedrolle            | Hovedrolle            | N/A                   |                       |                       |                       |                       |                       |
| Linden Ashby           | Sheriff Noah Stilinski         | Tilbagevendende rolle | Tilbagevendende rolle | Tilbagevendende rolle | Tilbagevendende rolle | Tilbagevendende rolle | Hovedrolle            |                       |                       |                       |                       |                       |
| Melissa Ponzio         | Melissa McCall                 | Tilbagevendende rolle | Tilbagevendende rolle | Tilbagevendende rolle | Tilbagevendende rolle | Tilbagevendende rolle | Hovedrolle            |                       |                       |                       |                       |                       |
| J. R. Bourne           | Chris Argent                   | Tilbagevendende rolle | Tilbagevendende rolle | Tilbagevendende rolle | Tilbagevendende rolle | Tilbagevendende rolle | Hovedrolle            |                       |                       |                       |                       |                       |
| Crystal Reed           | Allison Argent                 | Hovedrolle            | Hovedrolle            | Hovedrolle            | N/A                   | Gæsterolle            | N/A                   |                       |                       |                       |                       |                       |
| Colton Haynes          | Jackson Whittemore             | Hovedrolle            | Hovedrolle            | N/A                   | N/A                   | N/A                   | Gæsterolle            |                       |                       |                       |                       |                       |
| Khylin Rhambo          | Mason Hewitt                   | N/A                   | N/A                   | N/A                   | Tilbagevendende rolle | Tilbagevendende rolle | Tilbagevendende rolle |                       |                       |                       |                       |                       |
| Cody Christian         | Theo Raeken                    | N/A                   | N/A                   | N/A                   | N/A                   | Tilbagevendende rolle | Tilbagevendende rolle |                       |                       |                       |                       |                       |
| Victoria Moroles       | Hayden Romero                  | N/A                   | N/A                   | N/A                   | N/A                   | Tilbagevendende rolle | Tilbagevendende rolle |                       |                       |                       |                       |                       |
| Michael Johnston       | Corey Bryant                   | N/A                   | N/A                   | N/A                   | N/A                   | Tilbagevendende rolle | Tilbagevendende rolle |                       |                       |                       |                       |                       |
| Ian Bohen              | Peter Hale                     | Tilbagevendende rolle | Tilbagevendende rolle | Tilbagevendende rolle | Tilbagevendende rolle | N/A                   | Tilbagevendende rolle |                       |                       |                       |                       |                       |
| Tilbagevendende roller |                                |                       |                       |                       |                       |                       |                       |                       |                       |                       |                       |                       |
| Orny Adams             | Træner Robert "Bobby" Finstock | Tilbagevendende rolle | Tilbagevendende rolle | Tilbagevendende rolle | Tilbagevendende rolle | Gæsterolle            | Tilbagevendende rolle | Tilbagevendende rolle | Tilbagevendende rolle | Tilbagevendende rolle | Tilbagevendende rolle | Tilbagevendende rolle |
| Seth Gilliam           | Dr. Alan Deaton                | Tilbagevendende rolle | Tilbagevendende rolle | Tilbagevendende rolle | Tilbagevendende rolle | Tilbagevendende rolle | Tilbagevendende rolle |                       |                       |                       |                       |                       |
| Eaddy Mays             | Victoria Argent                | Tilbagevendende rolle | Tilbagevendende rolle | Gæsterolle            | N/A                   | N/A                   | N/A                   |                       |                       |                       |                       |                       |
| Keahu Kahuanui         | Danny Mahealani                | Tilbagevendende rolle | Tilbagevendende rolle | Tilbagevendende rolle | N/A                   | N/A                   | N/A                   |                       |                       |                       |                       |                       |
| Susan Walters          | Natalie Martin                 | Gæsterolle            | Gæsterolle            | Tilbagevendende rolle | Tilbagevendende rolle | Tilbagevendende rolle | Tilbagevendende rolle |                       |                       |                       |                       |                       |
| Adam Fristoe           | Adrian Harris                  | Tilbagevendende rolle | Tilbagevendende rolle | Gæsterolle            | N/A                   | N/A                   | N/A                   |                       |                       |                       |                       |                       |
| Jill Wagner            | Kate Argent                    | Tilbagevendende rolle | N/A                   | Gæsterolle            | Tilbagevendende rolle | N/A                   | Gæsterolle            |                       |                       |                       |                       |                       |
| Daniel Sharman         | Isaac Lahey                    | N/A                   | Tilbagevendende rolle | Tilbagevendende rolle | N/A                   | N/A                   | N/A                   |                       |                       |                       |                       |                       |
| Gage Golightly         | Erica Reyes                    | N/A                   | Tilbagevendende rolle | Gæsterolle            | N/A                   | N/A                   | N/A                   |                       |                       |                       |                       |                       |
| Sinqua Walls           | Vernon Boyd                    | N/A                   | Tilbagevendende rolle | Tilbagevendende rolle | N/A                   | N/A                   | N/A                   |                       |                       |                       |                       |                       |
| Bianca Lawson          | Marin Morrell                  | N/A                   | Tilbagevendende rolle | Tilbagevendende rolle | N/A                   | N/A                   | N/A                   |                       |                       |                       |                       |                       |
| Meagan Tandy           | Braeden                        | N/A                   | N/A                   | Gæsterolle            | Tilbagevendende rolle | Tilbagevendende rolle | N/A                   |                       |                       |                       |                       |                       |
| Charlie Carver         | Ethan                          | N/A                   | Gæsterolle            | Tilbagevendende rolle | N/A                   | N/A                   | N/A                   |                       |                       |                       |                       |                       |
| Max Carver             | Aiden                          | N/A                   | Gæsterolle            | Tilbagevendende rolle | N/A                   | Gæsterolle            | N/A                   |                       |                       |                       |                       |                       |
| Haley Webb             | Jennifer Blake                 | N/A                   | N/A                   | Tilbagevendende rolle | N/A                   | N/A                   | N/A                   |                       |                       |                       |                       |                       |
| Felisha Terrell        | Kali                           | N/A                   | N/A                   | Tilbagevendende rolle | N/A                   | N/A                   | N/A                   |                       |                       |                       |                       |                       |
| Brian Patrick Wade     | Ennis                          | N/A                   | N/A                   | Tilbagevendende rolle | N/A                   | N/A                   | N/A                   |                       |                       |                       |                       |                       |
| Gideon Emery           | Deucalion                      | N/A                   | N/A                   | Tilbagevendende rolle | N/A                   | Tilbagevendende rolle | N/A                   |                       |                       |                       |                       |                       |
| Adelaide Kane          | Cora Hale                      | N/A                   | N/A                   | Tilbagevendende rolle | N/A                   | N/A                   | N/A                   |                       |                       |                       |                       |                       |
| Matthew Del Negro      | Agent Rafael McCall            | N/A                   | N/A                   | Tilbagevendende rolle | Tilbagevendende rolle | N/A                   | Tilbagevendende rolle |                       |                       |                       |                       |                       |
| Tamlyn Tomita          | Noshiko Yukimura               | N/A                   | N/A                   | Tilbagevendende rolle | Tilbagevendende rolle | Tilbagevendende rolle | Tilbagevendende rolle |                       |                       |                       |                       |                       |
| Tom T. Choi            | Ken Yukimura                   | N/A                   | N/A                   | Tilbagevendende rolle | Tilbagevendende rolle | Tilbagevendende rolle | N/A                   |                       |                       |                       |                       |                       |
| Aaron Hendry           | "Nogitsune'en"                 | N/A                   | N/A                   | Tilbagevendende rolle | N/A                   | N/A                   | N/A                   |                       |                       |                       |                       |                       |
| Maya Eshet             | Meredith Walker                | N/A                   | N/A                   | Tilbagevendende rolle | Tilbagevendende rolle | Tilbagevendende rolle | Tilbagevendende rolle |                       |                       |                       |                       |                       |
| Cody Saintgnue         | Brett Talbot                   | N/A                   | N/A                   | N/A                   | Tilbagevendende rolle | Tilbagevendende rolle | Tilbagevendende rolle |                       |                       |                       |                       |                       |
| Kelsey Chow            | Tracy Stewart                  | N/A                   | N/A                   | N/A                   | N/A                   | Tilbagevendende rolle | N/A                   |                       |                       |                       |                       |                       |
| Henry Zaga             | Josh Diaz                      | N/A                   | N/A                   | N/A                   | N/A                   | Tilbagevendende rolle | N/A                   |                       |                       |                       |                       |                       |
| Marisol Nichols        | Corinne / "Ørkenulven"         | N/A                   | N/A                   | N/A                   | N/A                   | Tilbagevendende rolle | Tilbagevendende rolle |                       |                       |                       |                       |                       |
| Gilles Marini          | Sebastien Valet                | N/A                   | N/A                   | N/A                   | N/A                   | Gæsterolle            | N/A                   |                       |                       |                       |                       |                       |
| Alisha Boe             | Gwen                           | N/A                   | N/A                   | N/A                   | N/A                   | N/A                   | Tilbagevendende rolle |                       |                       |                       |                       |                       |
| Pete Ploszek           | Garrett Douglas                | N/A                   | N/A                   | N/A                   | N/A                   | N/A                   | Tilbagevendende rolle |                       |                       |                       |                       |                       |
| Gabrielle Elyse        | Jayden                         | N/A                   | N/A                   | N/A                   | N/A                   | N/A                   | Tilbagevendende rolle |                       |                       |                       |                       |                       |
| Ross Butler            | Nathan Pierce                  | N/A                   | N/A                   | N/A                   | N/A                   | N/A                   | Tilbagevendende rolle |                       |                       |                       |                       |                       |